# Gina Carano
Gina Joy Carano (Dallas, Texas; 16 de abril de 1982) es una actriz, modelo y exluchadora de artes marciales mixtas estadounidense. Carano apareció como la gladiadora Crush en American Gladiators. Ha sido denominada como la «cara de las mujeres de MMA». Fue en un momento la tercera mejor luchadora en el mundo en 145 libras (66 kg), según la clasificación de las Mujeres del Distrito Unificado de MMA.
Carano protagonizó la película de acción Haywire en 2012 y apareció en la cinta Fast & Furious 6 de 2013. Protagonizó también la película de acción In the blood  de 2014, encarnó el personaje de Angel Dust en Deadpool (2016) y fue desde 2019 hasta 2021 parte del elenco de The Mandalorian.

## Biografía
Gina Carano nació en Dallas (Texas), siendo la segunda hija de Dana Joy y Glenn Thomas Carano. Tiene dos hermanas. Carano es de ascendencia italiana, inglesa, escocesa, alemana, holandesa y mohawk. Su padre jugó para los Dallas Cowboys como quarterback suplente de 1977 a 1983 y para los Maulers USFL Pittsburgh como titular en 1984, su único año de operaciones.
Se graduó en la escuela Trinity Christian en Las Vegas, Nevada, donde dirigió el equipo de baloncesto de niñas a conseguir el título del estado. También jugó al voleibol y sóftbol. Asistió a la Universidad de Nevada, Reno durante un año y a la Universidad de Nevada, Las Vegas durante tres, donde se especializó en psicología.

## Galardones

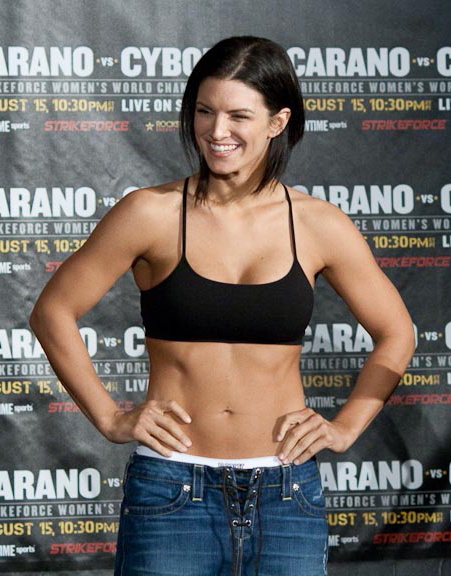
La luchadora de artes marciales mixtas Gina Carano en el pesaje previo al evento Strikeforce: Carano vs. Cyborg.

Se la reseñó en un reportaje de la serie E de ESPN: 60. Fue votada como la mujer más sensual de Estados Unidos por la revista Big Biz en la primavera de 2008. "Gina Carano" fue la búsqueda de mayor crecimiento en Google y la tercera persona más buscada en Yahoo! en ese momento.
Se clasificó como n.º 5 en las diez mujeres más influyentes de 2008, lista realizada por Yahoo!.
En mayo de 2009, Carano fue clasificada en Maxim como la n.º 16 de una lista de cien.
En abril de 2012, Carano se convirtió en la primera galardonada con el premio Chuck Norris a la mejor mujer de acción otorgado por ActionFest.
Apareció en la portada junto con Serena Williams en la revista ESPN Body Issue para la edición del 19 de octubre de 2009. Carano y Williams fueron dos de las atletas destacadas en un libro escrito por Dana Rasmussen.
Fue nominada para los Premios de la Crítica Cinematográfica de 2013 a la mejor actriz de acción por la película Haywire.

## Controversia
El 10 de febrero de 2021 fue expulsada de Lucasfilm y del elenco de The Mandalorian debido a sus opiniones en las redes sociales donde comparaba a la situación política actual de los Estados Unidos con la persecución judía durante la Alemania nazi. Entre otros temas, Carano también se habría expresado a favor de las acusaciones de fraude electoral en la victoria presidencial de Joe Biden y criticó la manera en que los seguidores del expresidente Donald Trump eran tratados. Una fuente de la compañía The Hollywood Reporter manifestó que «Lucasfilm había estado buscando durante dos meses un motivo para despedir a Carano y lo de hoy fue la gota que colmó el vaso». El despido de Gina repercutió en las redes sociales, donde las etiquetas #FireGinaCarano" y #CancelDisneyPlus fueron tendencia, el primero a favor de su despido y el segundo en contra. En The Mandalorian explican que su personaje se enroló a las Fuerzas Especiales de la Nueva República.En febrero de 2024 anunció que demandará a Disney por despido injustificado.

## Vida privada
En 2024, Carano anunció públicamente que mientras se preparaba para la filmación de Agentes Secretos (2011), fue víctima de un aborto involuntario, a los tres meses de embarazo, lo cual le hizo sufrir una depresión se prolongó varios años.

## Trayectoria en artes marciales mixtas
| Resultado | Récord | Oponente         | Método                      | Evento                             | Fecha                    | Ronda | Tiempo | Localización           | Notas                                                      |
| --------- | ------ | ---------------- | --------------------------- | ---------------------------------- | ------------------------ | ----- | ------ | ---------------------- | ---------------------------------------------------------- |
| Derrota   | 7–1    | Cris Cyborg      | TKO (golpes)                | Strikeforce: Carano vs. Cyborg     | 15 de agosto de 2009     | 1     | 4:59   | San José, California   | Por el Campeonato de Peso Pluma de Mujeres de Strikeforce. |
| Victoria  | 7–0    | Kelly Kobold     | Decisión (unánime)          | EliteXC: Heat                      | 4 de octubre de 2008     | 3     | 3:00   | Sunrise, Florida       |                                                            |
| Victoria  | 6–0    | Kaitlin Young    | TKO (parada médica)         | EliteXC: Primetime                 | 31 de mayo de 2008       | 2     | 3:00   | Newark, Nueva Jersey   | Peso acordado de 144 lbs.                                  |
| Victoria  | 5–0    | Tonya Evinger    | Sumisión (rear-naked choke) | EliteXC: Uprising                  | 15 de septiembre de 2007 | 1     | 2:53   | Oahu, Hawái            | 141 lbs.                                                   |
| Victoria  | 4–0    | Julie Kedzie     | Decisión (unánime)          | EliteXC: Destiny                   | 10 de febrero de 2007    | 3     | 3:00   | Southaven, Mississippi | EliteXC Debut; 141 lbs.                                    |
| Victoria  | 3–0    | Elaina Maxwell   | Decisión (unánime)          | Strikeforce: Triple Threat         | 8 de diciembre de 2006   | 3     | 2:00   | San José, California   | Strikeforce Debut; Pelea de 150 lbs.                       |
| Victoria  | 2–0    | Rosi Sexton      | KO (golpe)                  | World Pro Fighting Championships 1 | 15 de septiembre de 2006 | 2     | 4:55   | Las Vegas, Nevada      | Peso acordado de 138 lbs.                                  |
| Victoria  | 1–0    | Leiticia Pestova | KO (golpes y codazos)       | World Extreme Fighting             | 10 de junio de 2006      | 1     | 0:38   | Las Vegas, Nevada      | Peleó en 135 lbs.                                          |

## Filmografía

### Cine
| Año  | Título                      | Papel                | Notas           |
| ---- | --------------------------- | -------------------- | --------------- |
| 2009 | Blood and Bone              | Veretta Vendetta     | Directo a video |
| 2011 | Haywire                     | Mallory Mal Kane     |                 |
| 2013 | Fast & Furious 6            | Riley Hicks          |                 |
| 2014 | In the Blood                | Ava                  | Directo a video |
| 2015 | Bus 657 El escape del siglo | Oficial Kris Bauhaus | Directo a video |
| 2015 | Extraction                  | Victoria             | Directo a video |
| 2016 | Deadpool                    | Angel Dust           |                 |
| 2016 | Kickboxer: Vengeance        | Marcia               | Directo a video |
| 2018 | Madness in the Method       | Carrie               |                 |
| 2018 | Scorched Earth              | Atticus Gage         | Directo a video |
| 2019 | Daughter of the Wolf        | Clair Hamilton       |                 |

### Televisión
| Año       | Título          | Papel        | Notas                      |
| --------- | --------------- | ------------ | -------------------------- |
| 2007      | Fight Girls     | Mentor       | Regular                    |
| 2014      | Almost Human    | XRN "Danica" | 1 episodio                 |
| 2019-2020 | El Mandaloriano | Cara Dune    | Coprotagonista 7 episodios |

### Videojuegos
| Año  | Título                         | Papel           | Notas        |
| ---- | ------------------------------ | --------------- | ------------ |
| 2008 | Command & Conquer: Red Alert 3 | Natasha Volkova | Papel de voz |
| 2013 | Fast & Furious: Showdown       | Riley Hicks     | Papel de voz |